# 中山路站 (呼和浩特市)
中山路站（蒙古语：ᠪᠠᠢ ᠾᠧ ᠵᠠᠮ）是呼和浩特地铁2号线的地铁车站，位于中华人民共和国内蒙古自治区呼和浩特市新城区锡林北路街道与回民区中山西路街道交界锡林郭勒南路与中山东路交叉口南侧地下，2020年10月1日開通运营。

## 车站结构
中山路站位于锡林郭勒南路与中山东路交叉口南侧，沿锡林郭勒南路呈南北向布置，长239.4米，宽21.7米，为地下两层岛式车站。
| 地面              | 出入口 | A、C、E出入口 |
| 地下一层          | 站厅   | 客服中心、自动售票机、验票机                                                                                      |
| 地下二层          | 站台层 | \| \| \| █ 2号线往塔利东路（新华广场） \| \| 島式 · 開左邊车门 \| \| \| \| \| \| █ 2号线往阿尔山路（大学西街） \| |
|                   |        | █ 2号线往塔利东路（新华广场）                                                                                     |
| 島式 · 開左邊车门 |        | |
|                   |        | █ 2号线往阿尔山路（大学西街）                                                                                     |

## 车站出口
中山路站共设3个出口，各出口及周围设施如下所示：
| 出口编号            | 照片 | 地点                 | 可到达目的地   |
| ------------------- | ---- | -------------------- | -------------- |
| A · 出口 · （设有） |      | 锡林郭勒南路（东侧） | 丰泰金翡丽广场 |
| C · 出口            |      | 锡林郭勒南路（西侧） | 维多利时代城   |
| E · 出口            |      | 锡林郭勒南路（西侧） | 维多利购物中心 |
| 图例： 设有         |      |                      |                |

## 接驳交通

### 公交车
- 海亮广场：18路、34路、57路、60路、70路、71路、84路、K2路

## 历史
- 2020年10月1日，本站随2号线通车一同开通[1]。